# Alessandro Farnese (1520–1589)
Aleksander Farnese, Alessandro Farnese (ur. 5 października 1520 w Valentano, zm. 2 marca 1589 w Rzymie) – kardynał protektor Królestwa Polskiego przy Stolicy Apostolskiej.

## Życie i działalność
Pierworodny syn Pierluigiego Farnese (księcia Parmy), wnuk papieża Pawła III, nosił to samo imię co dziadek. Jego braćmi byli Ottavio, Orazio i Ranuccio Farnese. Studiował w Bolonii prawo i teologię pod kierunkiem Filippo Manzolego. Mianowany kardynałem w wieku 14 lat tuż po wybraniu dziadka na tron papieski; w 1535 został wicekanclerzem Kurii. Na przełomie lat trzydziestych i czterdziestych kilkakrotnie wysyłany z misjami dyplomatycznymi na dwór francuski i habsburski. Współuczestniczył w przygotowaniach do soboru trydenckiego. W 1544 po śmierci kardynała Antonia Pucciego, dotychczasowego protektora Królestwa Polskiego w Rzymie, Zygmunt I Stary zaproponował na tę funkcję Farnesego, który, skwapliwie zaakceptowany przez Pawła III, pełnił ją aż do swojej śmierci reprezentując interesy polskie przy Kurii Papieskiej. Farnese nawiązał i utrzymywał liczne kontakty z Polakami, m.in. ze Stanisławem Orzechowskim, Marcinem Kromerem, Stanisławem Hozjuszem oraz Stanisławem Reszką. Dużo wysiłku włożył w promowanie w Polsce działalności kontrreformacyjnej oraz zakonu jezuitów, przyczynił się również wydatnie do ustanowienia nad Wisłą stałej nuncjatury (ambasady) apostolskiej.
W początku lat pięćdziesiątych odsunięty od wpływów Farnese mało przebywał w Rzymie, jednak już wkrótce jego pozycja wzmocniła się na tyle, że od następnej dekady regularnie podczas kolejnych konklawe była wysuwana – bezskutecznie – jego kandydatura na papieża. W 1580 został dziekanem Kolegium Kardynalskiego (biskupem Ostii i Velletri).
Dysponujący pokaźnym majątkiem Aleksander Farnese był znanym kolekcjonerem i mecenasem sztuki – to on sprowadził do Rzymu w latach czterdziestych Tycjana, któremu zlecił wykonanie serii obrazów, m.in. portretów członków rodziny oraz Danae. Dla Farnesego pracowali również Giorgio Vasari oraz Vignola, który zaprojektował z polecenia kardynała wspaniałą rezydencję w Capraroli, na północ od Rzymu. Również Vignola sporządził projekt kościoła Il Gesu, który Farnese ufundował dla nowo powstałego zakonu jezuitów i w którym został pochowany.

## Pełnione funkcje
- Administrator diecezji Parma 1534-35
- Kardynał diakon S. Angelo in Pesceria (1534-35)
- Gubernator Tivoli 1535-38
- Administrator diecezji Jaén 1535-37
- Wicekanclerz Świętego Kościoła Rzymskiego, kardynał tytułu S. Lorenzo in Damaso od 1535 aż do śmierci
- Administrator archidiecezji Awinion 1535-51
- Administrator archidiecezji Monreale 1536-73
- Administrator diecezji Bitonto 1537-38 i 1544
- Administrator diecezji Massa Marittima 1538-47
- Tytularny patriarcha Jerozolimy 1539-50
- Administrator diecezji Cavaillon 1540-41
- Legat perpetuus w Awinionie 1541-65
- Administrator diecezji Viseu 1547-52
- Komendatariusz opactwa św. Pawła Za Murami w Rzymie od 1548
- Administrator diecezji Tours 1553-54
- Administrator diecezji Viviers 1554
- Administrator diecezji Cahors 1554-57
- Administrator diecezji Spoleto 1555-62
- Administrator archidiecezji Benewent 1556-58
- Komendatariusz opactwa Farfa od 1563
- Protodiakon Świętego Kolegium Kardynałów 29 maja 1555 – 14 kwietnia 1564
- Protoprezbiter Świętego Kolegium Kardynałów od 14 kwietnia do 12 maja 1564 roku
- Kardynał biskup Sabiny 1564-65
- Kardynał biskup Frascati 1565-78
- Legat w prowincji Patrymonium 1565-66
- Kardynał biskup Porto e Santa Rufina i subdziekan Świętego Kolegium Kardynałów 1578-80
- Kardynał biskup Ostia e Velletri i dziekan Świętego Kolegium Kardynałów od 1580
- Kardynał protektor królestw Aragonii (1542–1589), Polski (1544–1589) i Portugalii (1573–1589), oraz Republik Genui i Raguzy
- Kardynał protektor zakonów benedyktynów i serwitów
- Archiprezbiter bazyliki liberiańskiej (1537–1543)
- Archiprezbiter bazyliki watykańskiej (1543–1589)